# 時計をとめて (青井輝彦の曲)
『時計をとめて/淋しさはどこから』（とけいをとめて/さみしさはどこから）は、1966年10月5日に日本ビクター（音楽レコード事業部、現・ビクターエンタテインメント）から発売された、青井輝彦（後のあおい輝彦）/ジャニーズの11枚目のシングルである（前者は青井の曲、後者はジャニーズの曲）。

## 概要
ジャニーズが長期渡米して日本に居ない最中にリリース。
両曲とも、後にフォーリーブスがアルバムにてカバーした （『時計をとめて』は青山孝のソロカバー）。
A面の原曲は、スペイン語曲の『El Reloj（時計）』で、1957年にメキシコのバンド「ロス・トレス・カバジェロス」がリリースして大ヒットしたラテンの名曲。 
あおい輝彦、青山孝以外にも、菅原洋一、アルゼンチン出身歌手のグラシェラ・スサーナ、倍賞美津子、布施明、江木俊夫、そしてジャニーズJr.時代の平野紫耀など、他にも数多くのアーティストがカバーしている。 なお、日本のサイケデリック・ロックバンド「ジャックス」が1968年にリリースした『時計をとめて』は同名異曲。
『淋しさはどこから』は2022年3月時点 未CD化。

## 収録曲
1. 時計をとめて
  - 作詞・作曲：Garcia R. Cantoral　日本語詞：かもまさる／編曲：服部克久
2. 淋しさはどこから
  - 作詞：安井かずみ、作曲・編曲：東海林修